# Pietro Luchini
Pietro Antonio Luchini o Lucchini (Bergamo, 7 marzo 1799 – Bologna, 8 novembre 1883) è stato un pittore italiano.
Pietro Antonio Luchini nacque a Bergamo, in Borgo San Leonardo, il 7 marzo 1799. Dal 1813 al 1817 frequentò l'Accademia Carrara, dove fu allievo del pittore Giuseppe Diotti. Negli anni seguenti, tra il 1820 e il 1824, perfezionò la propria formazione a Roma, dove si sposò con Celestina Duoin, figlia di un coreografo e sorella di Antonietta, moglie del tenore Domenico Donzelli, di cui Luchini realizzò un ritratto. Si trasferì poi a Parigi, nel 1832, dove frequentò lo studio del pittore François Gérard e poi in varie capitali europee, tra cui Londra e Vienna. Tra gli anni Trenta e Quaranta fu attivo soprattutto a Milano e partecipò in numerose occasioni alle esposizioni di Brera, con dipinti di soggetto storico-letterario e ritratti di membri dell'élite lombarda. Si fa risalire al 1851 il suo trasferimento in Oriente, durato sino al 1861, in particolare nell'Impero ottomano e presso lo scià di Persia. Sono testimonianza di questo periodo alcuni tra i dipinti più celebri di Luchini, tra cui La Sultana, che raffigura un personaggio d'alto rango della corte di un sultano. Fu a Costantinopoli che si legò professionalmente al compositore Giuseppe Donizetti, fratello del più noto Gaetano, che era maestro di musica militare alla corte del sultano e che ottenne poi il titolo di pascià. Di ritorno in Italia, Luchini partecipò all'Esposizione italiana agraria, industriale e artistica di Firenze con un ritratto, per poi stabilirsi a Bologna, dove morì diversi anni più tardi, nel 1883.

## Galleria d'immagini

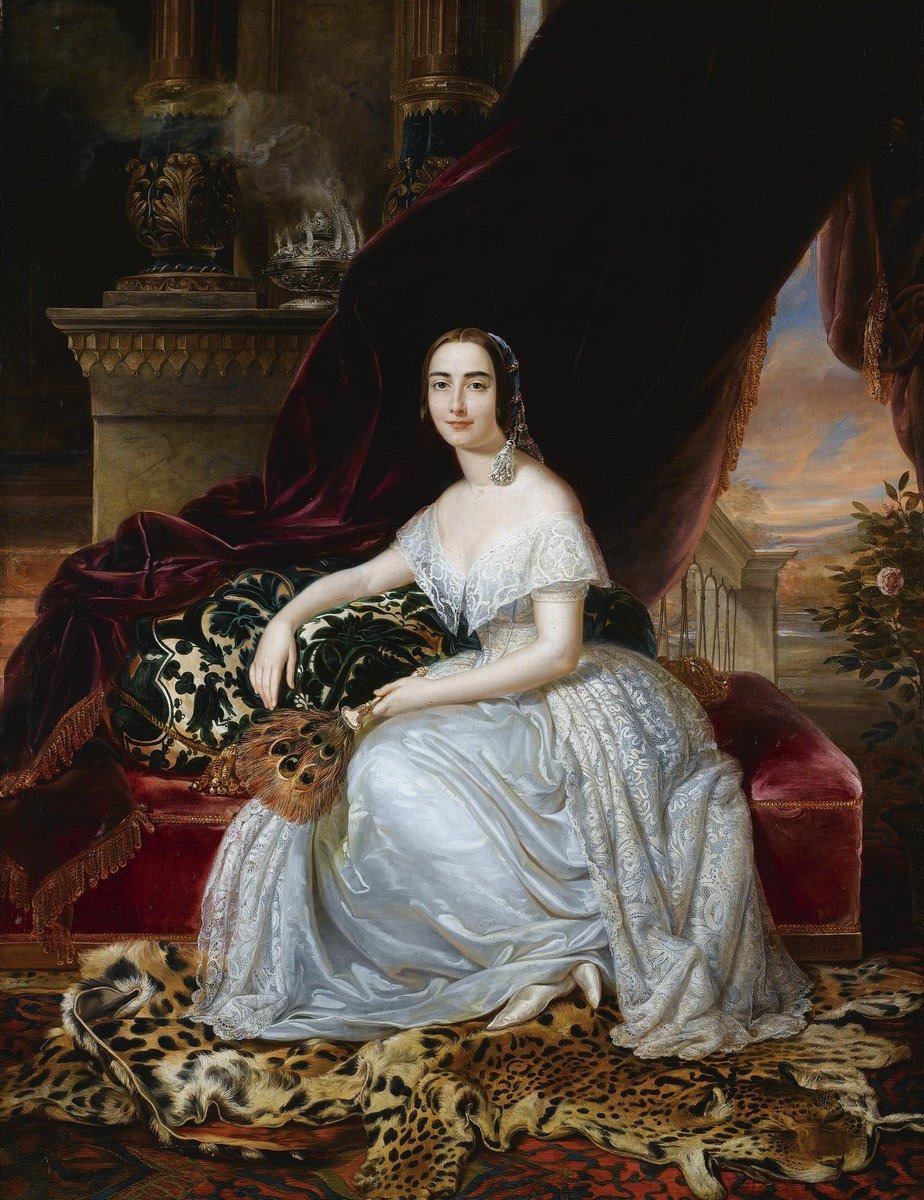
Ritratto di Ekaterini Botzaris Caradja, (1845).
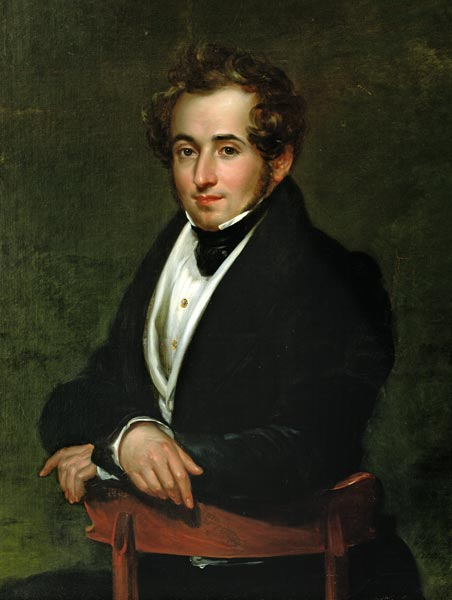
Ritratto di Vincenzo Bellini, (1835).
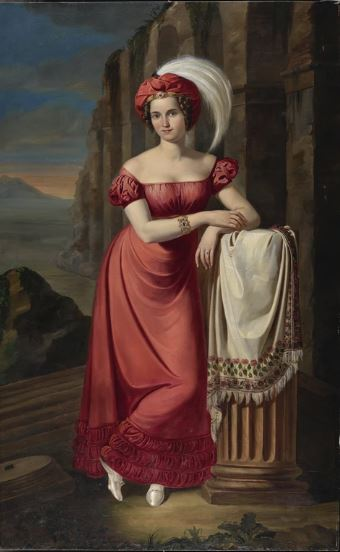
Ritratto di signora, (1835 c.).
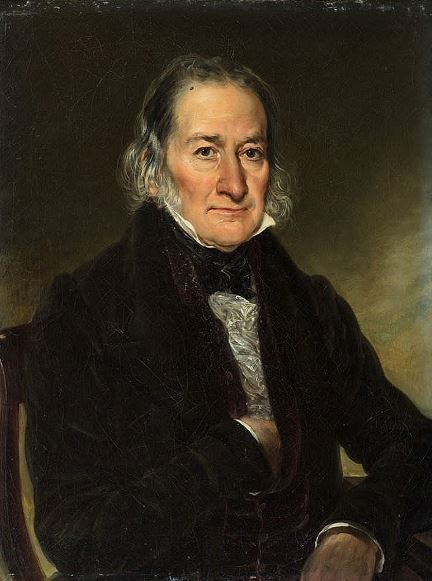
Ritratto di uomo, (1835 c.)
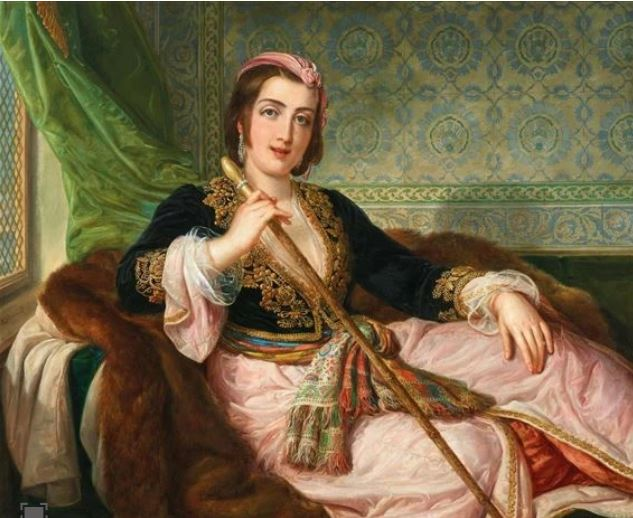
Giovane donna a Costantinopoli, s.d.
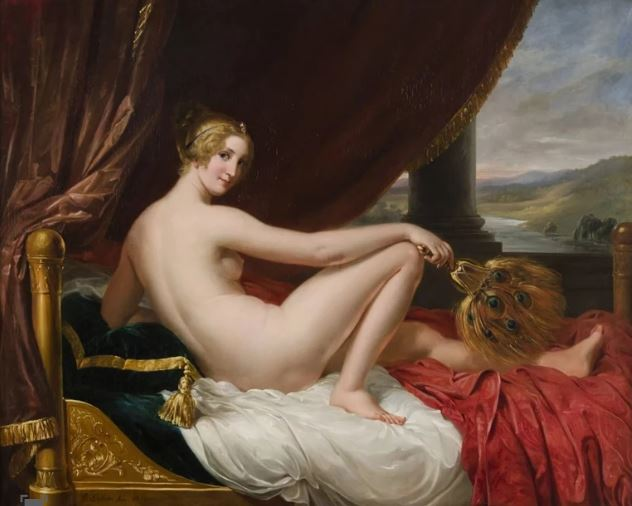
Odalisca, s.d.